# سیارک ۳۲۲۰۸
سیارک ۳۲۲۰۸ (به انگلیسی: 32208 Johnpercy، نامگذاری:2000OR7) سی و دو هزار و دویست و هشتمین سیارک کشف شده‌است که در ۲۸ ژوئیه ۲۰۰۰ کشف شد.